# Люка Дінь
Люка́ Дінь (фр. Lucas Digne, нар. 20 липня 1993, Мо) — французький футболіст, лівий захисник «Астон Вілли» і національної збірної Франції.

## Клубна кар'єра

### «Лілль»
Народився 20 липня 1993 року в місті Мо. Вихованець юнацьких команд футбольних клубів «Лілль», «Марьой-сюр-Урк» та «Крепі-ан-Валуа».
У дорослому футболі дебютував 2010 року виступами за команду клубу «Лілль-2», в якій провів один сезон, взявши участь у 36 матчах чемпіонату. Більшість часу, проведеного у складі другої команди «Лілля», був основним гравцем захисту команди.
До складу клубу «Лілль» приєднався 2011 року.

### «Парі Сен-Жермен»
У липні 2013 року гравець підписав 5-річній контракт із клубом Парі Сен-Жермен. За інформацією L'Equipe купівля парижанам обійшлась майже у 15 млн євро.

### «Рома»
26 серпня 2015 Лукас на правах річної оренди перейшов до італійської «Роми», яка обійшлася римлянам в 2,5 мільйона євро. У «вовків» є опція викупу контракту, яка складає близько 15-ти мільйонів. Дебютував за нову команду 30 серпня, в домашній грі римлян з «Ювентусом», матч закінчився перемогою «Роми» (2:1), а Лукас відіграв всі 90 хвилин. Протягом сезону 2015/16 провів у всіх змаганнях 42 матчі, ставши одним з найперспективніших молодих гравців на своїй позиції.
2016 року перспективного француза до своїх лав запросила «Барселона». Протягом двох сезонів, проведених у Каталонії, не зумів отримати постійне місце у складі команди.

### «Евертон»
Влітку 2018 року погодився перейти до англійського «Евертона». Сума трансферу склала 18 мільйонів фунтів, контракт укладено на п'ять років[джерело?].

### «Астон Вілла»
В зимове трансферне вікно 2022-го року Люка Дінь підписав контракт з «Астон Віллою».

## Виступи за збірні
2008 року дебютував у складі юнацької збірної Франції, взяв участь у 53 іграх на юнацькому рівні, відзначившись одним забитим голом.
Протягом 2012—2013 років залучався до складу молодіжної збірної Франції.
2014 року дебютував у матчах за національну збірну Франції. Того ж року поїхав у її складі на чемпіонат світу 2014 року, де взяв участь в одній грі групового етапу змагання. За два роки був учасником домашнього для французів Євро-2016, де його команда стала віце-чемпіоном Європи, але сам Люка Дінь у матчах турніру жодного разу на поле не виходив.

## Статистика виступів

### Статистика клубних виступів
Станом на 1 березня 2018 року
| Сезон                       | Команда                     | Чемпіонат                   | Чемпіонат | Чемпіонат | Національний кубок | Національний кубок | Національний кубок | Континентальні кубки | Континентальні кубки | Континентальні кубки | Інші змагання | Інші змагання | Інші змагання | Усього | Усього |
| Сезон                       | Команда                     | Ліга                        | Ігор      | Голів     | Ліга               | Ігор               | Голів              | Ліга                 | Ігор                 | Голів                | Ліга          | Ігор          | Голів         | Ігор   | Голів  |
| --------------------------- | --------------------------- | --------------------------- | --------- | --------- | ------------------ | ------------------ | ------------------ | -------------------- | -------------------- | -------------------- | ------------- | ------------- | ------------- | ------ | ------ |
| 2011–12                     | «Лілль»                     | Л1                          | 16        | 0         | КФ+КЛ              | 1+1                | 0                  | -                    | -                    | -                    | -             | -             | -             | 18     | 0      |
| 2012–13                     | «Лілль»                     | Л1                          | 33        | 2         | КФ+КЛ              | 2+2                | 0                  | ЛЧ                   | 7                    | 1                    | -             | -             | -             | 44     | 3      |
| Усього за «Лілль»           | Усього за «Лілль»           | Усього за «Лілль»           | 49        | 2         |                    | 6                  | 0                  |                      | 7                    | 1                    |               | -             | -             | 62     | 3      |
| 2013–14                     | «Парі Сен-Жермен»           | Л1                          | 15        | 0         | КФ+КЛ              | 1+2                | 0                  | ЛЧ                   | 2                    | 0                    | СФ            | 0             | 0             | 20     | 0      |
| 2014–15                     | «Парі Сен-Жермен»           | Л1                          | 15        | 0         | КФ+КЛ              | 5+2                | 0                  | ЛЧ                   | 1                    | 0                    | СФ            | 1             | 0             | 24     | 0      |
| Усього за «Парі Сен-Жермен» | Усього за «Парі Сен-Жермен» | Усього за «Парі Сен-Жермен» | 30        | 0         |                    | 10                 | 0                  |                      | 3                    | 0                    |               | 1             | 0             | 44     | 0      |
| 2015–16                     | «Рома»                      | A                           | 33        | 3         | КІ                 | 1                  | 0                  | ЛЧ                   | 8                    | 0                    | -             | -             | -             | 42     | 3      |
| 2016–17                     | «Барселона»                 | ПД                          | 17        | 0         | КІ                 | 3                  | 1                  | ЛЧ                   | 4                    | 0                    | СІ            | 2             | 0             | 26     | 1      |
| 2017–18                     | «Барселона»                 | ПД                          | 9         | 0         | КІ                 | 4                  | 0                  | ЛЧ                   | 3                    | 1                    | СІ            | 1             | 0             | 17     | 1      |
| Усього за «Барселону»       | Усього за «Барселону»       | Усього за «Барселону»       | 26        | 0         |                    | 7                  | 1                  |                      | 7                    | 1                    |               | 3             | 0             | 43     | 2      |
| Усього за кар'єру           | Усього за кар'єру           | Усього за кар'єру           | 135       | 5         |                    | 24                 | 1                  |                      | 25                   | 2                    |               | 4             | 0             | 188    | 7      |

### Статистика виступів за збірну
Станом на 17 грудня 2018 року
| Дата       | Місто          | Господарі  | Результат | Гості       | Турнір                               | Голи | Примітки |
| ---------- | -------------- | ---------- | --------- | ----------- | ------------------------------------ | ---- | -------- |
| 5-3-2014   | Сен-Дені       | Франція    | 2 – 0     | Нідерланди  | товариський матч                     | -    | 46'      |
| 27-5-2014  | Сен-Дені       | Франція    | 4 – 0     | Норвегія    | товариський матч                     | -    | 46'      |
| 25-6-2014  | Ріо-де-Жанейро | Еквадор    | 0 – 0     | Франція     | ЧС 2014 - 1-й етап                   | -    |          |
| 4-9-2014   | Сен-Дені       | Франція    | 1 – 0     | Іспанія     | товариський матч                     | -    | 68'      |
| 7-9-2014   | Белград        | Сербія     | 1 – 1     | Франція     | товариський матч                     | -    |          |
| 14-10-2014 | Єреван         | Вірменія   | 0 – 3     | Франція     | товариський матч                     | -    |          |
| 14-11-2014 | Ренн           | Франція    | 1 – 1     | Албанія     | товариський матч                     | -    | 70'      |
| 18-11-2014 | Марсель        | Франція    | 1 – 0     | Швеція      | товариський матч                     | -    | 78'      |
| 11-10-2015 | Копенгаген     | Данія      | 1 – 2     | Франція     | товариський матч                     | -    |          |
| 17-11-2015 | Лондон         | Англія     | 2 – 0     | Франція     | товариський матч                     | -    |          |
| 25-3-2016  | Амстердам      | Нідерланди | 2 – 3     | Франція     | товариський матч                     | -    | 46'      |
| 29-3-2016  | Сен-Дені       | Франція    | 4 – 2     | Росія       | товариський матч                     | -    | 54'      |
| 4-6-2016   | Лонжвіль       | Франція    | 3 – 0     | Шотландія   | товариський матч                     | -    | 83'      |
| 1-9-2016   | Барі           | Італія     | 1 – 3     | Франція     | товариський матч                     | -    | 90'      |
| 15-11-2016 | Ланс           | Франція    | 0 – 0     | Кот-д'Івуар | товариський матч                     | -    |          |
| 2-6-2017   | Ренн           | Франція    | 5 – 0     | Парагвай    | товариський матч                     | -    | 67'      |
| 13-6-2017  | Сен-Дені       | Франція    | 3 – 2     | Англія      | товариський матч                     | -    | 21'      |
| 7-10-2017  | Софія          | Болгарія   | 0 – 1     | Франція     | Відбір до ЧС 2018                    | -    |          |
| 10-10-2017 | Сен-Дені       | Франція    | 2 – 1     | Білорусь    | Відбір до ЧС 2018                    | -    |          |
| 14-11-2017 | Кельн          | Німеччина  | 2 – 2     | Франція     | товариський матч                     | -    | 82'      |
| 23-3-2018  | Сен-Дені       | Франція    | 2 – 3     | Колумбія    | товариський матч                     | -    | 34' 76'  |
| 11-10-2018 | Генгам         | Франція    | 2 – 2     | Ісландія    | товариський матч                     | -    |          |
| 16-11-2018 | Роттердам      | Нідерланди | 2 – 0     | Франція     | Ліга націй УЄФА 2018-2019 - 1-й етап | -    | 89'      |
| Усього     |                | Матчів     | 23        |             | Голів                                | 0    |          |

| Дата       | Місто           | Господарі | Результат | Гості      | Турнір                             | Голи | Примітки |
| ---------- | --------------- | --------- | --------- | ---------- | ---------------------------------- | ---- | -------- |
| 13-8-2013  | Фрайбург        | Німеччина | 0 – 0     | Франція    | Товариський матч                   | -    |          |
| 5-9-2013   | Кан (Кальвадос) | Франція   | 5 – 0     | Казахстан  | Кваліфікація молодіжного Євро-2015 | -    |          |
| 9-9-2013   | Борисов         | Білорусь  | 1 – 2     | Франція    | Кваліфікація молодіжного Євро-2015 | -    |          |
| 10-10-2013 | Єреван          | Вірменія  | 1 – 4     | Франція    | Кваліфікація молодіжного Євро-2015 | -    |          |
| 14-10-2013 | Рейк'явік       | Ісландія  | 3 – 4     | Франція    | Кваліфікація молодіжного Євро-2015 | -    |          |
| 14-11-2013 | Тулуза          | Франція   | 6 – 0     | Вірменія   | Кваліфікація молодіжного Євро-2015 | -    |          |
| 18-11-2013 | Париж           | Франція   | 1 – 1     | Нідерланди | Товариський матч                   | -    | 77'      |
| Усього     |                 | Матчів    | 7         |            | Голів                              | 0    |          |

## Титули і досягнення
- Чемпіон Франції (2):

«Парі Сен-Жермен»: 2013-14, 2014-15
- Володар Кубка Франції (1):

«Парі Сен-Жермен»: 2014-15
- Володар Кубка французької ліги (2):

«Парі Сен-Жермен»: 2013-14, 2014-15
- Володар Суперкубка Франції (3):

«Парі Сен-Жермен»: 2013, 2014, 2015
- Володар Суперкубка Іспанії (1):

«Барселона»: 2016
- Володар Кубка Іспанії (2):

«Барселона»: , 2016-17, 2017-18
- Молодіжний чемпіон світу з футболу (1):

Молодіжна збірна Франції: 2013
- Віце-чемпіон Європи: 2016
- Переможець Ліги націй УЄФА: 2021-22